# Plastikgarten

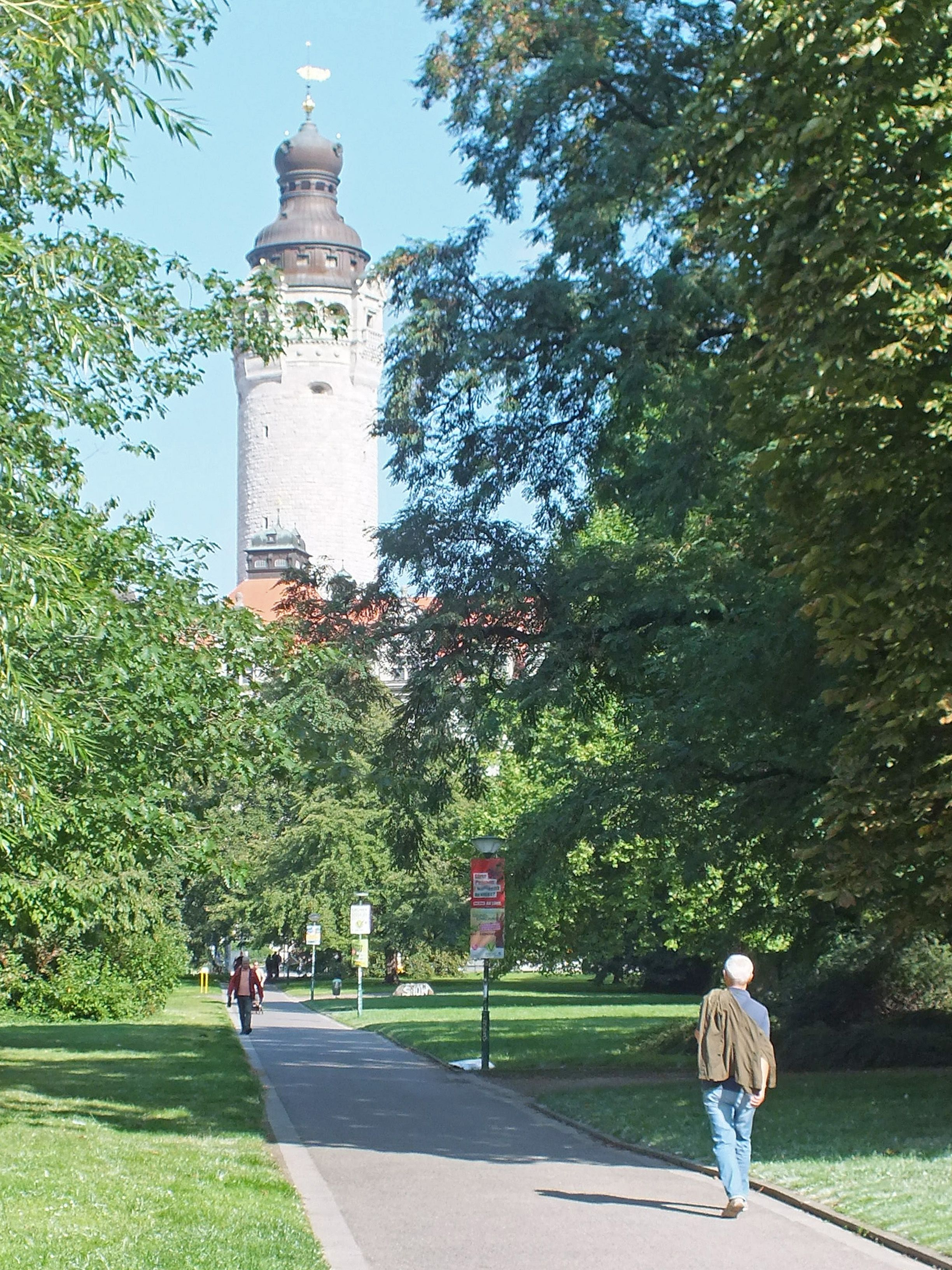
Hauptweg mit Blick auf den Turm des Neuen Rathauses (2021)

Plastikgarten (auch Plastikpark) ist der inoffizielle Name einer Grünanlage im Leipziger Ortsteil Zentrum-West. Sie wird auch umschrieben als Grünzug zwischen Martin-Luther-Ring und Friedrich-Ebert-Straße. Sie steht unter Denkmalschutz.

## Lage
Der Plastikgarten liegt zwischen Neuem Rathaus und Johannapark. Er wird im Osten begrenzt durch den Martin-Luther-Ring und im Westen durch die Friedrich-Ebert-Straße. Im Süden stößt er an die Rückseiten der Grundstücke an der Karl-Tauchnitz-Straße und im Norden an die Anna-Magdalena-Bach-Grundschule. Er ist etwa 250 m lang und im Mittel 60 m breit.

## Geschichte

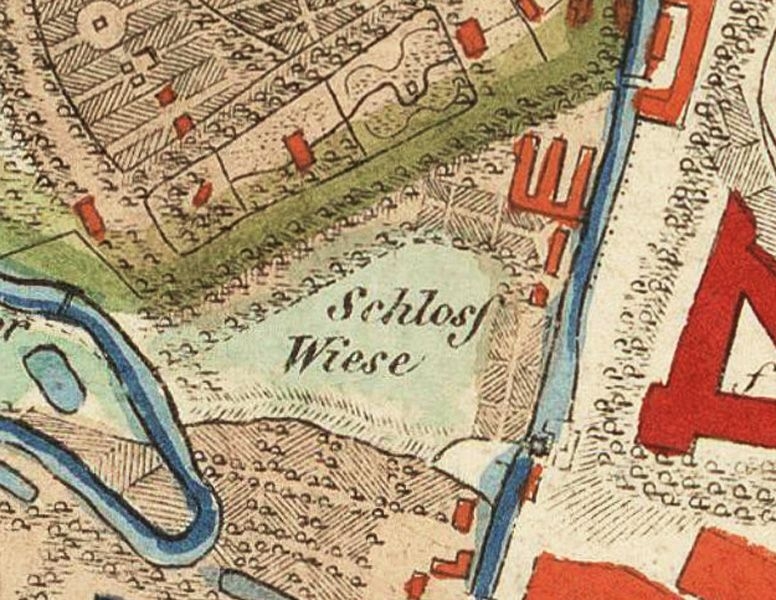
Situation um 1830
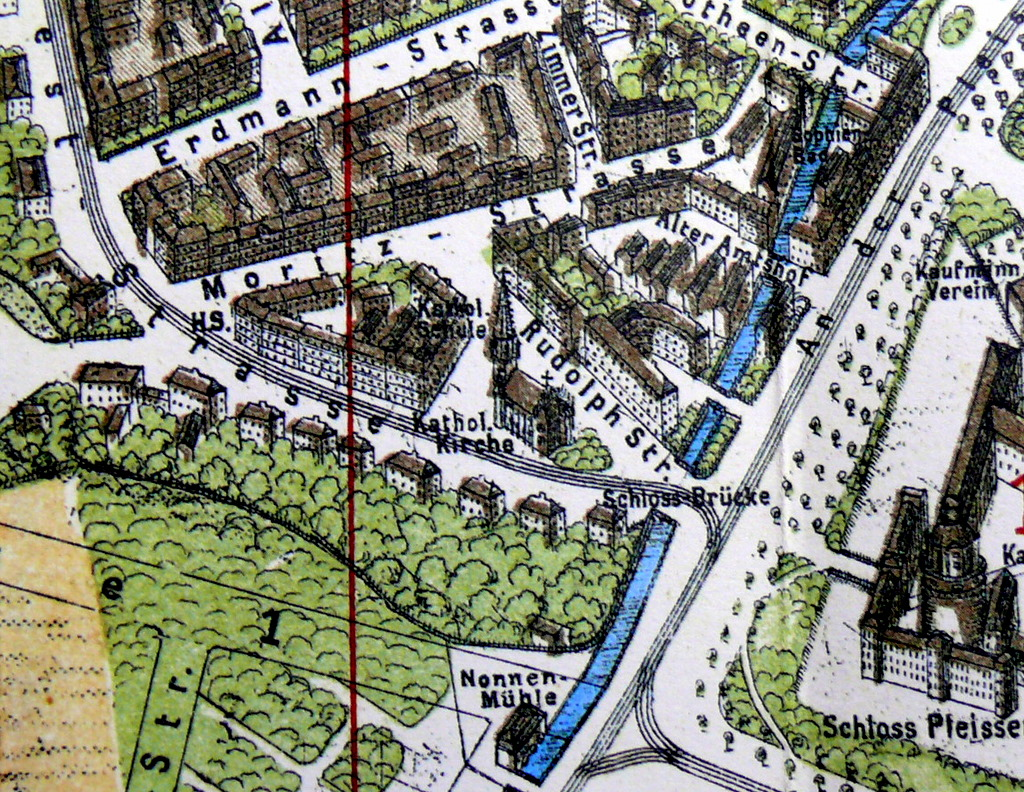
… und um 1880

Bis ins erste Drittel des 19. Jahrhunderts befand sich auf dem Gelände die Schlosswiese gegenüber der Pleißenburg jenseits des Pleißemühlgrabens, im Norden benachbart von Apels Garten und seinen Nachfolgern Reichels und Rudolphs Garten. Nachdem der Leipziger Unternehmer Carl Heine das Gelände um 1840 trockengelegt und bebaubar gemacht hatte, entstand über die Schlosswiese die weiter westlich nach Nordwesten abbiegende Weststraße mit Wohnhausbebauung und an ihrer Nordseite die katholische Trinitatiskirche von 1847.
Beim Bombenangriff auf Leipzig am 4. Dezember 1943 wurde die gesamte Bebauung des Straßenabschnitts zerstört. 1946 wurde die Weststraße in Friedrich-Ebert-Straße umbenannt. 1958 wurden die Ruinen der Kirche abgetragen. Nachdem 1962 die Friedrich-Ebert-Straße an die Karl-Tauchnitz-Straße angebunden worden war, verlor der alte Straßenabschnitt seine Bedeutung und wurde als Parkfläche benutzt. Eine Bebauung unterblieb.
Anfang der 1980er Jahre wurde die Straße entwidmet und der Bereich unter Einbeziehung von Gehölzen ehemaliger Villengärten zu einer Grünanlage umgestaltet. Mitte der 1980er Jahre wurde beschlossen, hier die temporäre Aufstellung bildhauerischer Arbeiten zu ermöglichen. Dafür wurden einzelne Fundamente gebaut. Zwischen 1987 und 1990 gab es wenige Freiluftausstellungen in der nun Plastikpark genannten Anlage. Davon sind bis auf wenige Ausnahmen bis heute nur die leeren Sockel geblieben, und der Name wandelte sich inoffiziell in Plastikgarten.
In den 1990er Jahren war der Plastikgarten vorübergehend als Standort für den Neubau des Bildermuseums im Gespräch. In der Auslobung eines Wettbewerbs für einen künstlerischen Entwurf zur Gestaltung eines Luther-Melanchthon-Denkmals als Ersatz für das 1942 zerstörte Reformationsdenkmal am Johannisplatz wurde 2018 der Plastikgarten als Standort vorgegeben. Der Siegerentwurf, ein schlichter Sockel, wartet nun auf die Realisierung durch den Luther-Melanchthon-Denkmal Verein.

## Beschreibung
Längs durch den Park verläuft im Zuge der ehemaligen Weststraße ein asphaltierter Geh- und Radweg, der als schnelle Radfahrverbindung von der Innenstadt über den Johannapark nach dem Leipziger Westen intensiv genutzt wird. Geschwungen verlaufende Wege aus Trittplatten ergänzen das Wegesystem.
Von dem zum Teil über 100 Jahre alten Baumbestand sind weit ausladende Platanen, Vogelkirsche mit leuchtend rotem Herbstlaub, Bergahorn, Trompetenbaum, Japanische Zierkirsche, Amerikanische Roteiche und der Götterbaum zu nennen. An Sträuchern finden sich unter anderem die Schmuckmahonie, der Ranunkelstrauch und der Weiße Hartriegel.
Bildkünstlerische Werke sind die Gruppe Annäherung des Leipziger Bildhauers Markus Gläser, bestehend aus einem Bronzejüngling und einem weiblichen Torso aus Granit, die von Bernd Sikora konzipierte und von Markus Gläser ausgeführte Installation Erinnerung an die Leipziger Barockgärten und der Steinerne Gartentisch.
In einem durch Sträucher abgegrenzten Bereich steht eine steinerne Tischtennisplatte, die zusammen mit Sitzmauer und Schattenplätzen als Spielplatz „Plastikgarten“ bezeichnet wird.

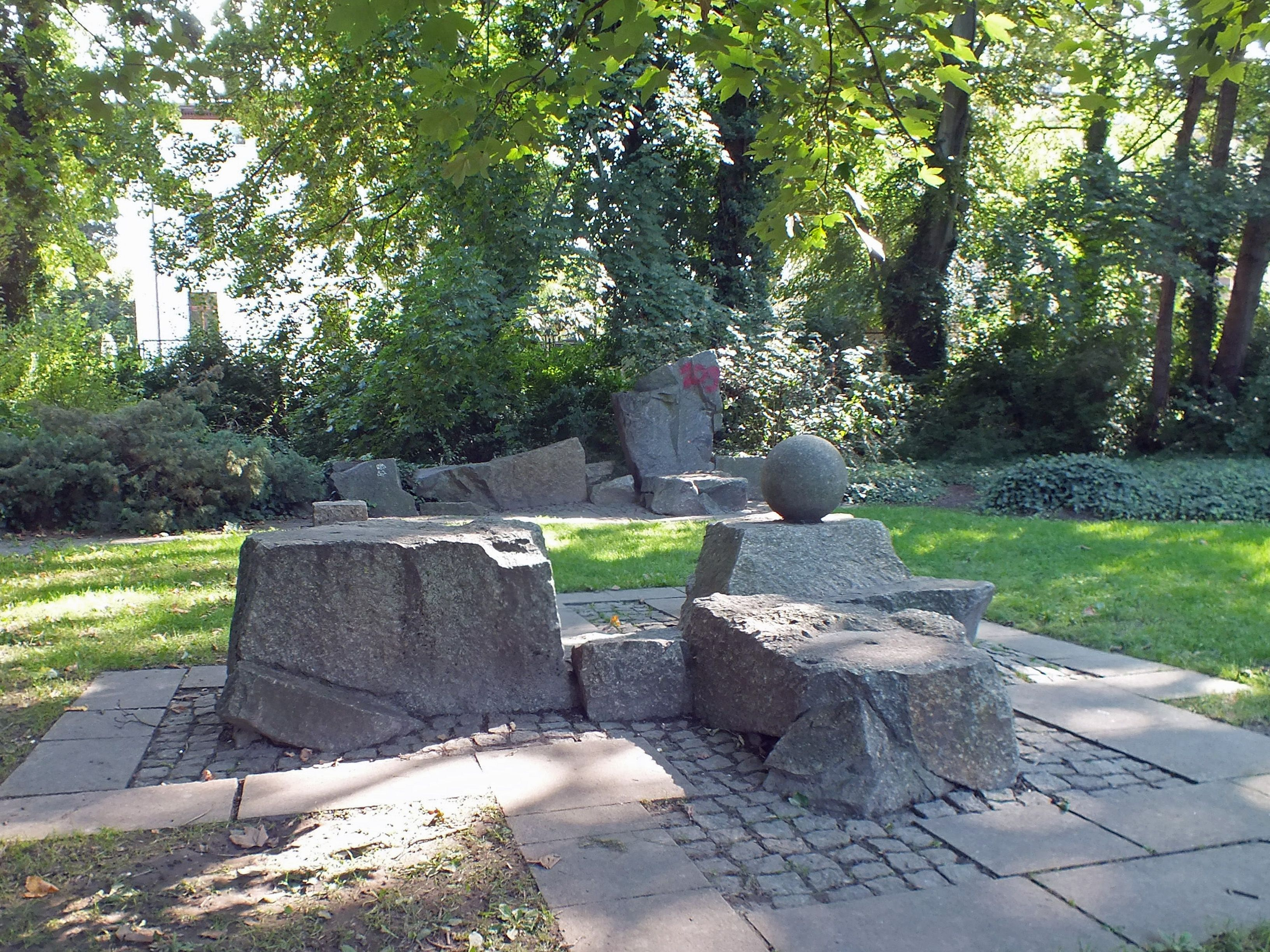
Sockel früherer Ausstellungen
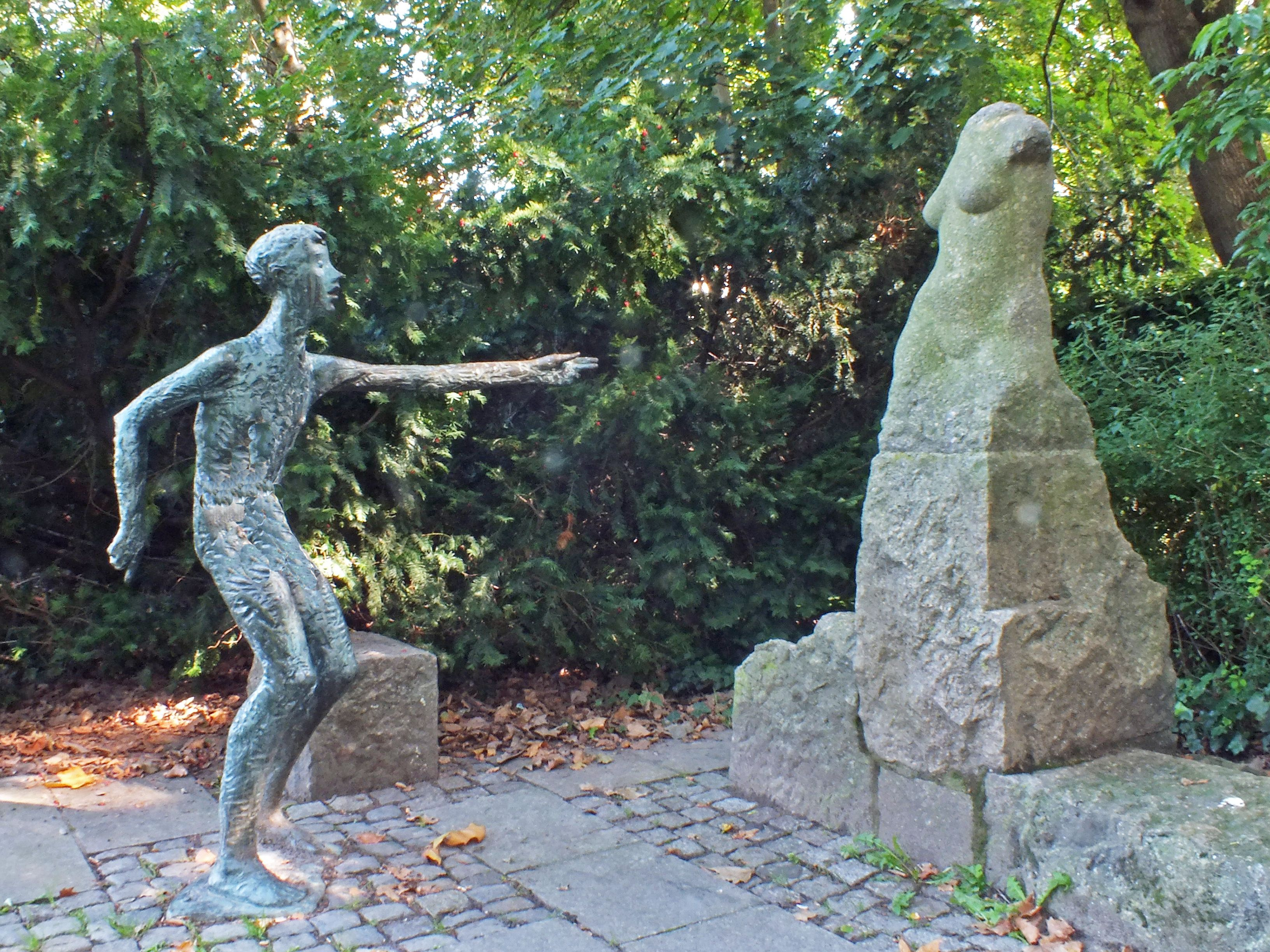
Plastikgruppe Annäherung
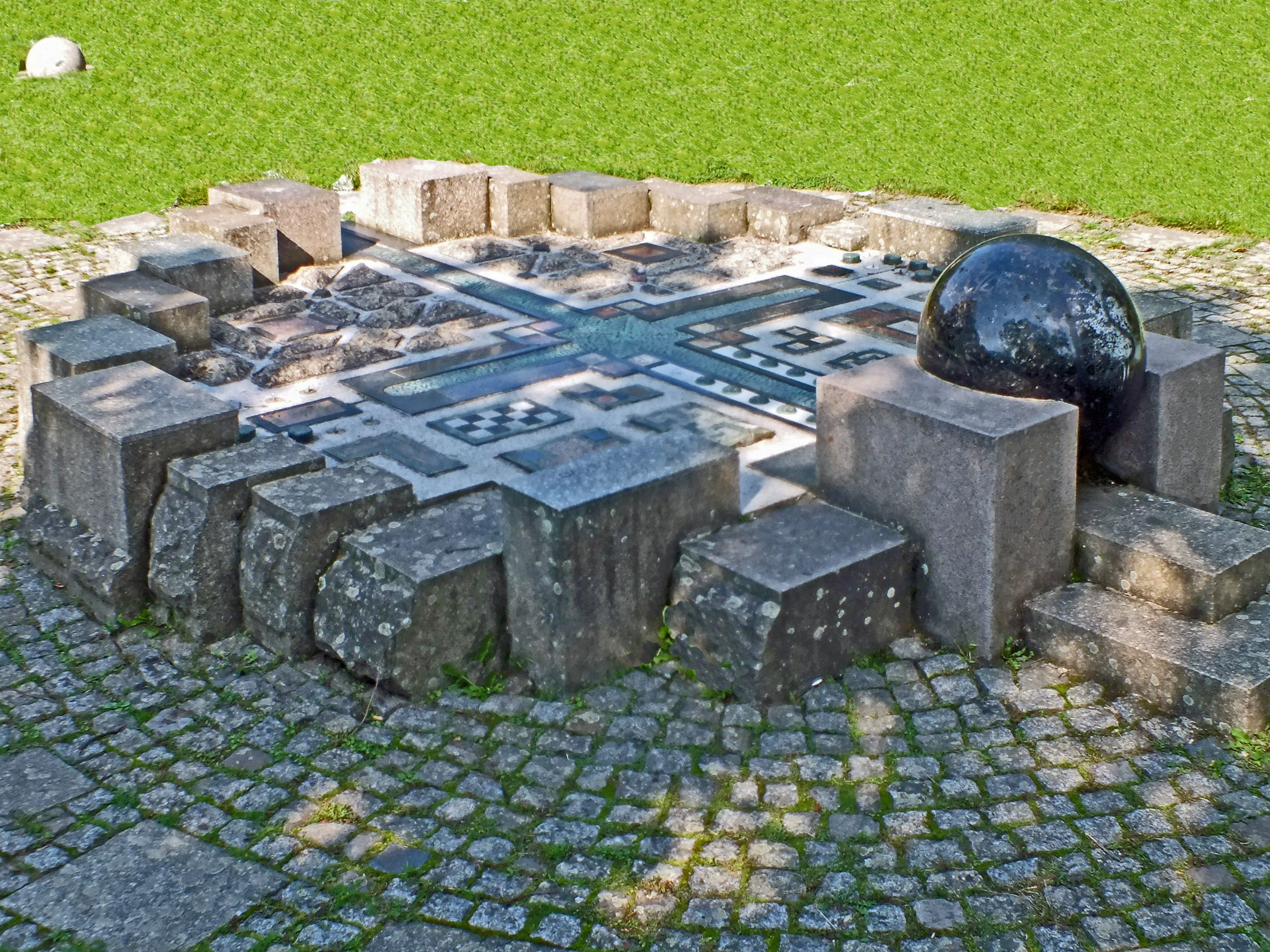
Erinnerung an die Leipziger Barockgärten
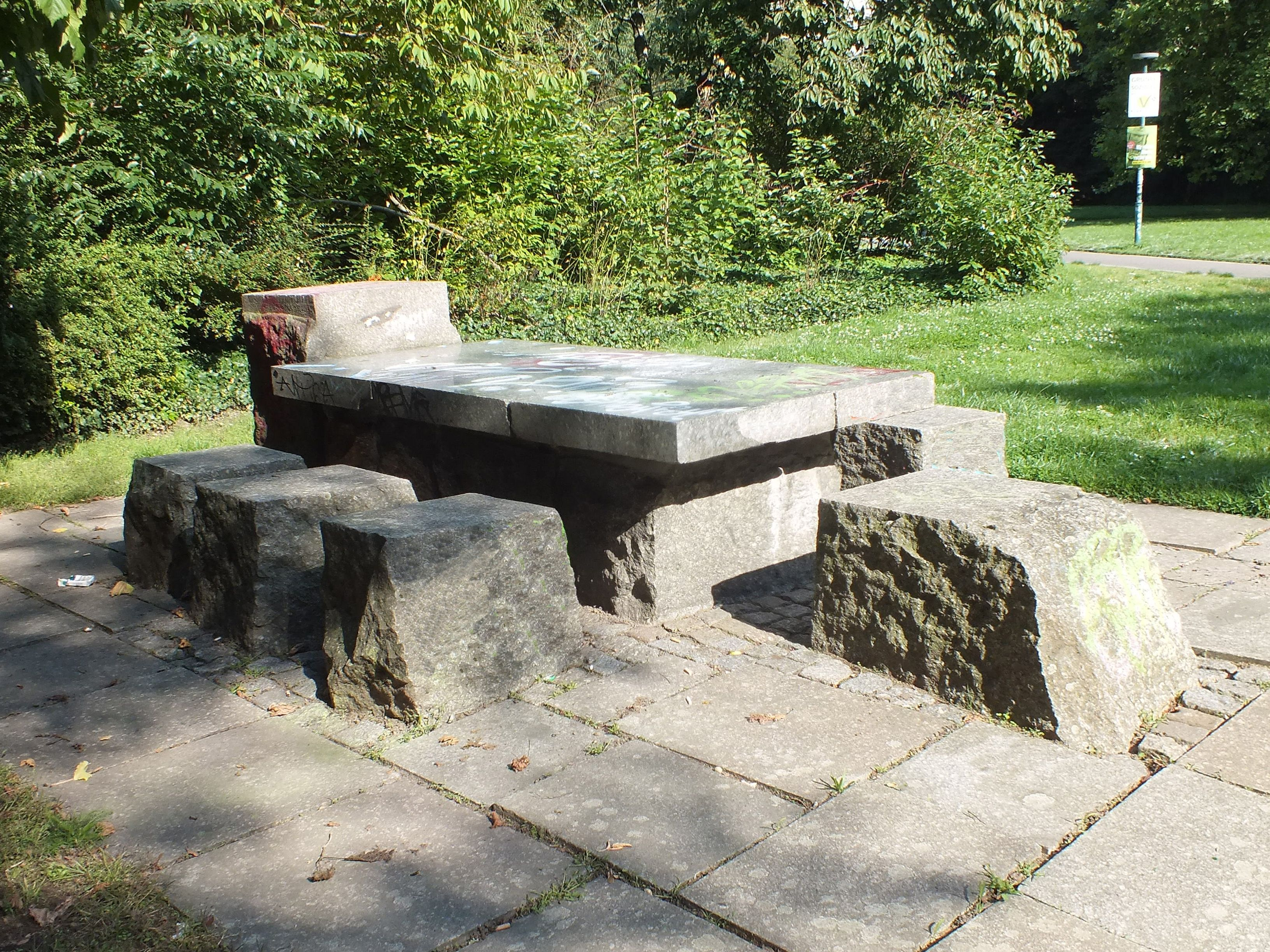
Steinerner Gartentisch
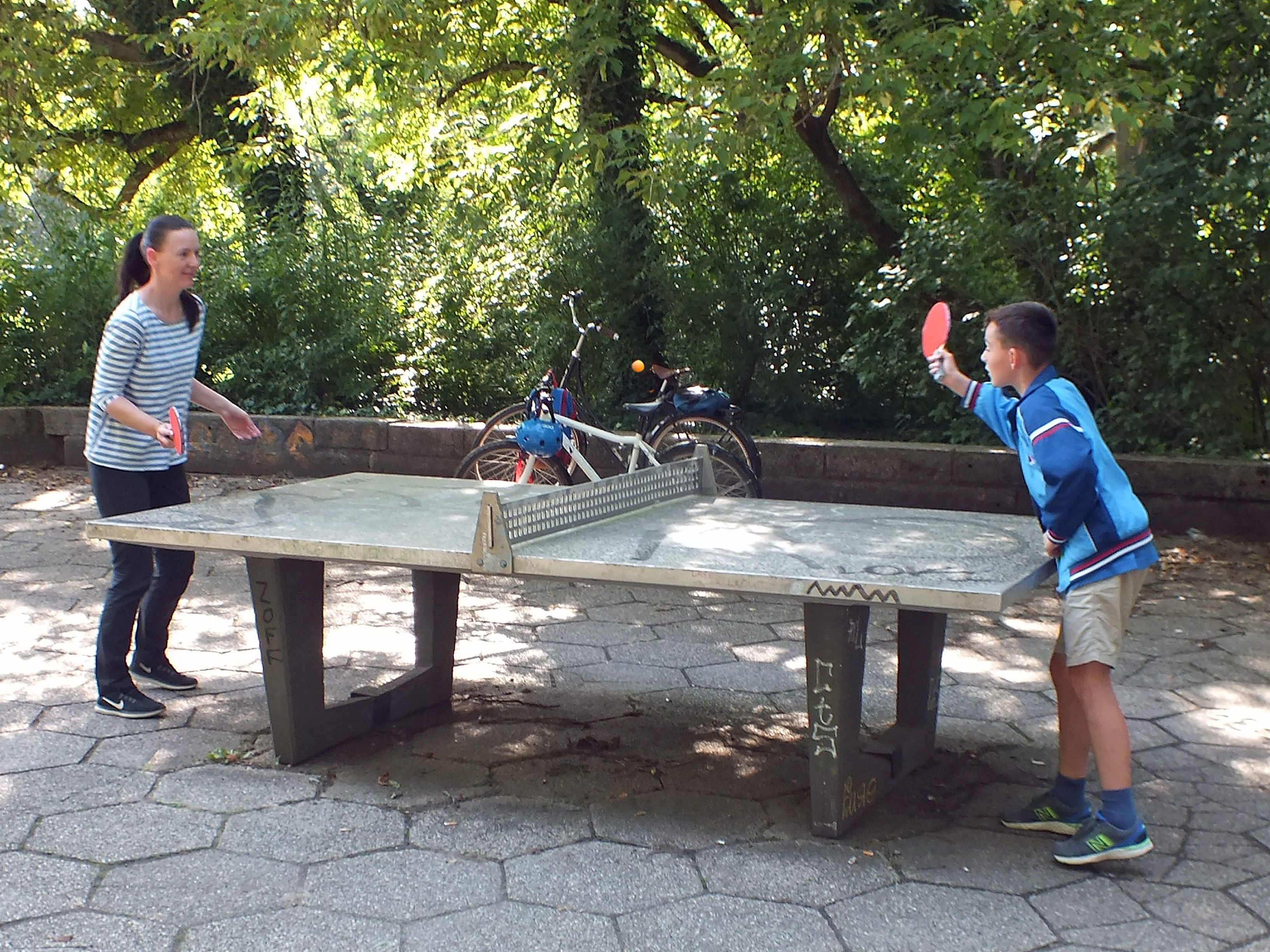
Tischtennisplatte